# Barrett M95
Il Barrett M95 è un fucile di precisione anti-materiale prodotto dalla compagnia statunitense Barrett Firearms Company.
L'M95, derivante dall'M90, impiega proiettili di grosso calibro 12,7 mm, il .50 BMG, in grado di perforare corazze di carri leggeri e pareti di cemento; pertanto è poco utilizzato per bersagli umani in campo aperto poiché è pesante e ingombrante. Oltre al calibro .50 BMG, in ambito civile e/o sportivo, viene utilizzato il calibro .416 Barrett, più contenuto nel prezzo e nelle dimensioni. Come prestazioni è molto simile al Barrett M82, un fucile di precisione semiautomatico dello stesso calibro e fabbrica, impiegato da molte forze armate del mondo.

## Storia, evoluzione e modelli
Tra l'M90 e l'M95 corrono poche differenze. Le più evidenti, nell'M95, sono la maniglia dell'otturatore che è stata leggermente ridisegnata e piegata indietro ed il freno di bocca più grande sempre di sezione rettangolare ma con tre fori laterali .
Inoltre, nel modello M95 l'impugnatura e il grilletto sono stati spostati in avanti di 1 pollice (2,54 cm) per rendere più ergonomico e confortevole l'utilizzo del fucile, la camera di scoppio è cromata per una più facile estrazione del bossolo e una migliore resistenza alla corrosione e ci sono anche alcuni piccoli miglioramenti nel meccanismo del grilletto.

## Tecnica
Sia l'M90 che l'M95 sono fucili a otturatore girevole-scorrevole in configurazione bullpup, ciò vuol dire che l'otturatore, il sistema di scatto ed il caricatore (da 5 colpi) sono posti dietro il grilletto, all'interno del calcio per questo risultano essere ben 30 cm più corti rispetto all'M82, più leggeri e anche meno costosi. Ciò nonostante il fucile utilizza una canna da 29'’ (come l'M82)
pertanto non vi è alcuna riduzione delle prestazioni balistiche della pallottola.
La culatta è costituita da 2 pezzi (superiore e inferiore) stampati in lamiera d'acciaio alleggerito e collegati tra loro da 2 push-pin.
L'otturatore presenta tre alette che lo bloccano direttamente nella canna. Nessuno dei due modelli presenta mire metalliche, nell'M90 è presente un castello dov'è montata un'ottica 10x mentre nell'M95 è presente una guida Picatinny per lo stesso scopo.
Come tutti i modelli Barrett anche questi presentano il bipode anteriore asportabile e un monopiede regolabile inserito nel calcio.

## L'M95 nei media
- Il Barrett M95 compare tra le armi dei videogiochi Battlefield 2, Battlefield: Bad Company, Battlefield: Bad Company 2, Battlefield Play4Free, Medal of Honor, Rules of Survival, Hitman 2: Silent Assassin e Mirror's Edge, Terminator Genisys[1].